# بني عمر (فيفي)
بني عمر هي إحدى مشيخات المملكة المغربية، تتبع جغرافيا لإقليم شفشاون وإداريًا لفيفي. يقدر عدد سكانها بـ 3635 نسمة حسب الإحصاء الرسمي للسكان والسكنى لسنة 2004.